# Sở Hùng Thắng
Sở Hùng Thắng (chữ Hán: 楚熊勝, trị vì 970 TCN-946 TCN), là vị vua thứ bảy của nước Sở - chư hầu nhà Chu trong lịch sử Trung Quốc.
Ông là con của Sở Hùng Đán, vua thứ sáu của nước Sở. Năm 970 TCN, Hùng Đán mất, Hùng Thắng nối ngôi.
Sử ký không ghi rõ hành trạng của ông trong thời gian làm vua.
Năm 946 TCN, Hùng Thắng mất. Em ông là Sở Hùng Dương nối ngôi.